# Інститут літератури
Інститу́т літерату́ри (пол. Instytut Literatury) — державна установа культури в Польщі, заснована згідно з указом міністра культури і національної спадщини від 25 лютого 2019 року (Офіційний вісник Міністерства культури і національної спадщини, пункт 12).
Інститут вписано до реєстру установ культури, він має статус юридичної особи. Директор Інституту літератури — Юзеф Рушар.
Інститут здійснює патронат держави над колами авторів і дослідників сучасної польської літератури та літературної критики. Осідок Інституту міститься у Кракові. Головний напрямок діяльності — підтримка авторів некомерційної літератури, яким важко утвердитися на сучасному видавничому ринку. Інститут також підтримує читачів і авторів, працюючи над розвитком їхньої компетенції в галузі культури та заохочуючи до глибшого, самостійного читання високохудожньої прози та поезії. Важлива ділянка роботи — це також обмін дослідницьким досвідом у галузі літератури та її історико-культурних контекстів з країнами Центральної та Східної Європи.
Інститут розвиває значний видавничий проєкт «Польський канон», який охоплює літературні твори, монографії, наукові дослідження та критичні тексти. Серед них — забуті або маловідомі твори літераторів, що писали в еміграції та в Польщі після 1945 року, борючись з цензурою або публікуючись у самвидаві.
Накладом вісім тисяч примірників Інститут видає щоквартальний журнал «Новий напис. Лірика, епос, драматургія». У ньому друкуються не лише визнані автори, а й дебютанти. Значна частина тиражу безплатно розсилається до бібліотек середніх шкіл по всій Польщі. У кожному номері є монографії й антології, присвячені видатним постатям сучасної польської літератури, які становлять «Бібліотеку літературної критики».
Ще одне видання Інституту — це «Trimarium. History and Literature of Central and Eastern European Countries» («Тримаріум. Історія та література країн Центральної та Східної Європи»), щоквартальний академічний журнал англійською мовою, який представляє літературний та історико-культурний контексти досліджень специфіки Центральної й Східної Європи, а також ініціює дискусії та поглиблені оцінки спільної спадщини цих країн.
Інститут також видає художню літературу («Літературна бібліотека»), літературознавчі книжки, адресовані академічним колам («Бібліотека пана Коґіто»), збірки есеїв та критичних нарисів («Нова критика і есей»), а також тексти, присвячені спадку «Солідарності» («Покоління "Солідарності"»). Результатом співпраці з зарубіжними партнерами стають переклади чужоземними мовами книжок письменників і критиків, з якими співпрацює Інститут.
На порталі NowyNapis.eu в журналі «Щотижня новий напис» Інститут публікує нові вірші, оповідання, фільми та інтерв'ю, записи авторських зустрічей і фестивалів. На цьому порталі також є «Читальня» — онлайн-репозитарій, де зібрані як твори сучасних літераторів, так і присвячені їм тексти.
Інститут підтримує культуру та мистецтво в Україні: на україномовному порталі Posestry.eu публікуються твори польських літераторів у перекладі українською мовою, а також репродукції творів українського мистецтва. Перекладачам і митцям Інститут пропонує резиденції. Результатом роботи відділу міжнародних перекладацьких проектів стали також закордонні видання польської художньої літератури у Великобританії, Німеччині, Іспанії, Румунії та Болгарії.
Щоб активізувати письменників і дати читачам різноманітні можливості для участі в актуальному літературному житті, Інститут організовує на живо та онлайн зустрічі авторів, фестивалі, концерти та літературні конкурси, зокрема Національний літературний книжковий конкурс «Новий текстовий документ» у номінаціях «Лірика», «Епос» та «Есеїстика». Щороку в ньому беруть участь сотні претендентів. Літературознавці, в тому числі докторанти, запрошуються на наукові конференції, присвячені сучасним польським письменникам, в тому числі на «Гербертівську майстерню» (Warsztaty Herbertowskie), зорганізовану на регулярній основі.
Інститут літератури співпрацює з такими партнерами: Інститут книги, Державний видавничий інститут, Інститут спадку «Солідарності».
З початку російсько-української війни 2022 року Інститут активно залучає українських письменників до співпраці, допомагає родинам українських митців знайти тимчасовий притулок у Польщі.

## Українські переклади польських авторів за сприяння Інституту літератури
- Юзеф-Марія Рушар. «Мене, текел, перес. Образи Бога у творчості Тадеуша Ружевича». — Львів: Літопис, 2020. — 268 с. ISBN 978-836-635-962-8. Переклала Тетяна Павлінчук
- Войцех Венцель. «Imago mundi». — Тернопіль: Крок, 2020. — 204 с. ISBN 978-617-692-593-4. Переклали Олександра Братчук, Олександра Іванюк
- Ян Польковський. «Розмови з Ружевичем». — Тернопіль: Крок, 2020. — 112 с. ISBN 978-617-692-580-4. Переклали Олександра Братчук, Ксенія Чикунова
- Юзеф-Марія Рушар. «Сонце республіки. Римська цивілізація у творчості Збіґнєва Герберта». — Львів: Літопис, 2021. — 178 с. ISBN 978-617-796-216-7. Переклала Тетяна Павлінчук
- Войцех Ліґенза. «Без рутини. Про поезію Віслави Шимборської та Збіґнєва Герберта». — Львів: Літопис, 2021. — 208 с. ISBN 978-617-7962-15-0. Переклала Тетяна Павлінчук
- Ян Польковський. «Канти». — Тернопіль: Крок, 2021. — 72 с. ISBN 978-617-692-659-7. Переклала Маріанна Кіяновська
- Януш Шубер. «Кругле око погоди та інші вірші». — Тернопіль: Крок, 2021. — 192 с. ISBN 978-617-692-629-0 ISBN 978-83-66359-66-6. Переклала Наталія Бельченко
- Анна Фрайліх. «Ім'я батька». — Тернопіль: Крок, 2021. — 192 с. ISBN 978-83-66765-91-7. Переклав Василь Махно
- Ян Польковський. «Голоси». — Тернопіль: Крок, 2021. — 64 с. ISBN 978-617-692-647-4. Переклали Юрій Завадський, Маріанна Кіяновська
- Ян Блонський. «Мова доречна. Есеї про польську поезію 2-ї половини XX століття». — Тернопіль: Крок, 2021. — 416 с. ISBN 978-617-692-644-3. Переклали Юрій Завадський, Жанна Слоньовська, Ірина Спатар, Наталя Ткачик
- Катажина Шевчик-Гааке. «Колючки Ґрюневальда. Не лише про екфразис». — Тернопіль: Крок, 2021. — 184 с. ISBN 978-617-692-646-7. Переклали Олександра Братчук, Жанна Слоньовська
- Юзеф Лободовський. «Очерети: Українська трилогія, частина перша». — Тернопіль: Крок, 2022. — 464 с. ISBN 978-617-692-711-2, ISBN 978-83-67170-84-0. Переклав Андрій Бондар
- Пйотр Лямпрехт. «Це місце». — Тернопіль: Крок, 2022. — 72 с. ISBN 978-617-692-708-2. Переклав Юрій Завадський
- Ян Кохановський. «Трени й інші вірші». — Тернопіль: Крок, 2022. — 160 с. ISBN 978-617-692-705-1, ISBN 978-83-67170-69-7. Переклав Петро Тимочко
- Адам Міцкевич. Дзяди: Поема / Переклад з польськ. В. Гуменюка). — Тернопіль, Краків : «Крок», Instytut Literatury, 2022. — 336 с. — ISBN 978-617-692-710-5; 978-83-67170-83-3.[8]
- Адріан Глень. «Мови дійсності. Про творчість Юліана Корнгаузера». — Тернопіль: Крок, 2022. — 168 с. ISBN 978-83-66359-61-1, ISBN 978-617-692-716-7. Переклала Наталія Сидяченко
- Мілош Беджицький. «пил/лип». — Тернопіль: Крок, 2022. — 64 с. ISBN 978-617-692-691-7, ISBN 978-83-67170-46-8. Переклав Володимир Дячун
- Яніна Осевська. «Синя мить». — Тернопіль: Крок, 2022. — 44 с. ISBN 978-617-692-695-5, ISBN 978-83-67170-45-1. Переклав Борис Щавурський
- Адам Лешкевич. «Хороші пси неквапливо сягають фіналу». — Тернопіль: Крок, 2022. — 56 с. ISBN 978-617-692-704-4. Переклав В'ячеслав Левицький
- Бартош Сувінський. «Слово про існування. Про творчість Галини Посвятовської». — Тернопіль: Крок, 2022. — 128 с. ISBN 978-617-692-707-5. Переклала Наталія Бельченко
- Колектив авторів. «Тому існує ніщо. Нариси про творчість Романа Хонета». — Тернопіль: Крок, 2022. — 240 с. ISBN 978-617-692-706-8, ISBN 978-83-67170-71-0. Переклав Юрій Завадський
- Юзеф Чапський. «Читаючи». — Львів: Літопис, 2022. — 408 с. ISBN 978-617-7962-18-1. Переклала Жанна Слоньовська
- Влодзімеж Болецький. «Венера з Дрогобича». — Львів: Літопис, 2022. — 252 с. ISBN 978-617-7962-19-8 Переклала Жанна Слоньовська
- Пауліна Субоч-Бялек. «Надкольори й надаромати: Шульц, Мюллер, Блекер». — Львів: Літопис, 2022. — 289 с. ISBN 978-617-796-220-4. Переклала Тетяна Павлінчук